# Microcharon stygius
Microcharon stygius là một loài chân đều trong họ Microparasellidae. Loài này được Karaman miêu tả khoa học năm 1933.